# Annette

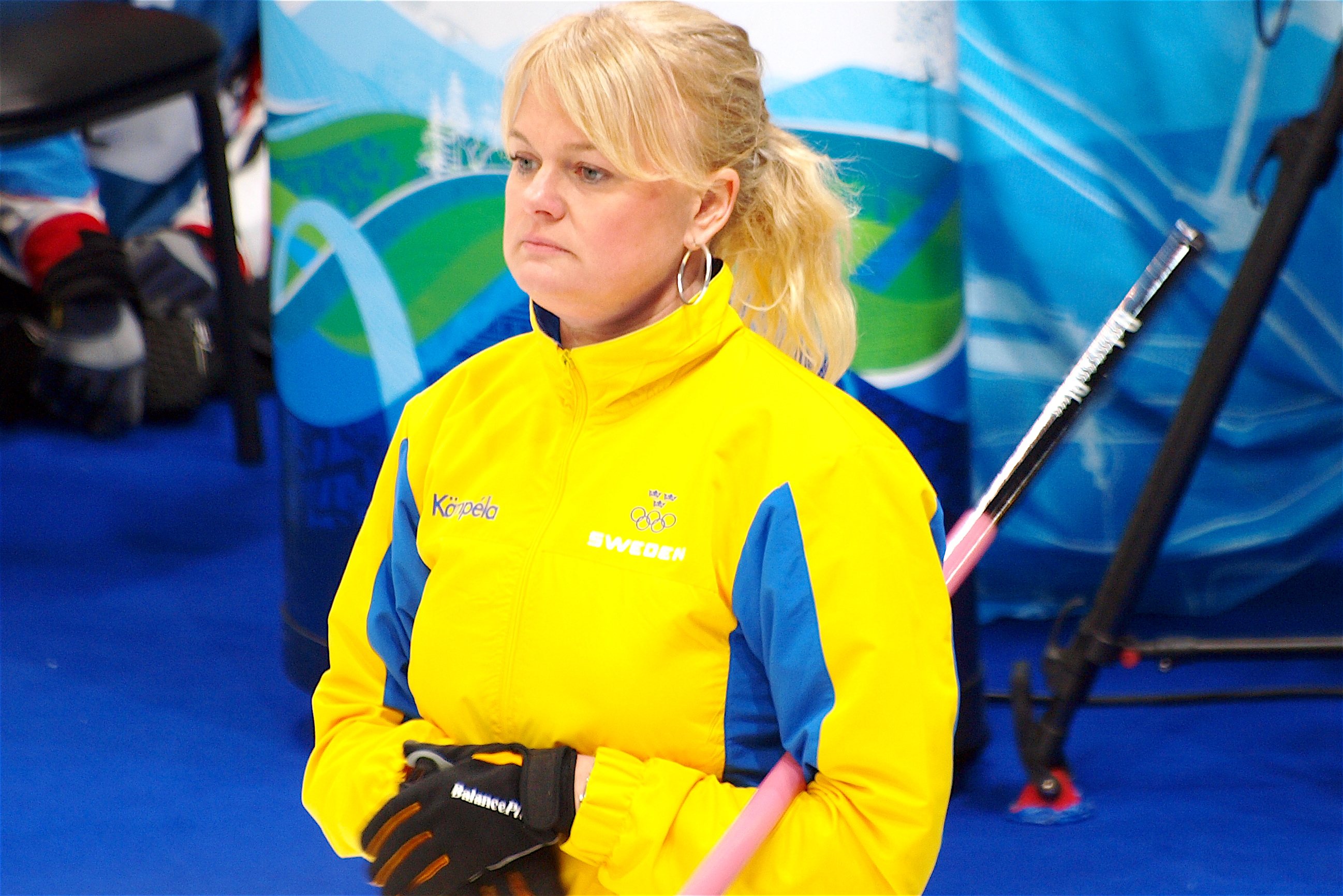
Anette Norberg

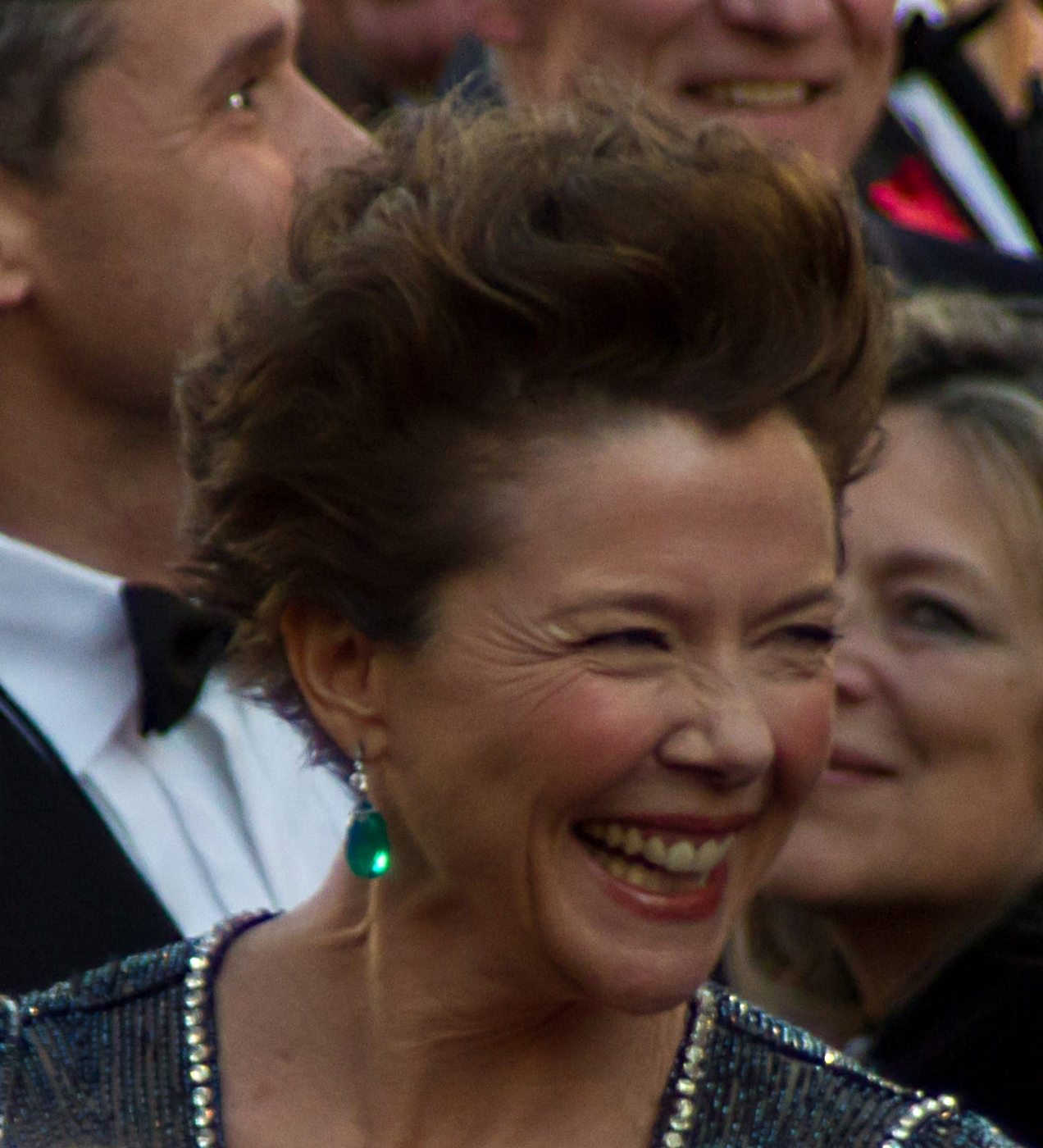
Annette Bening

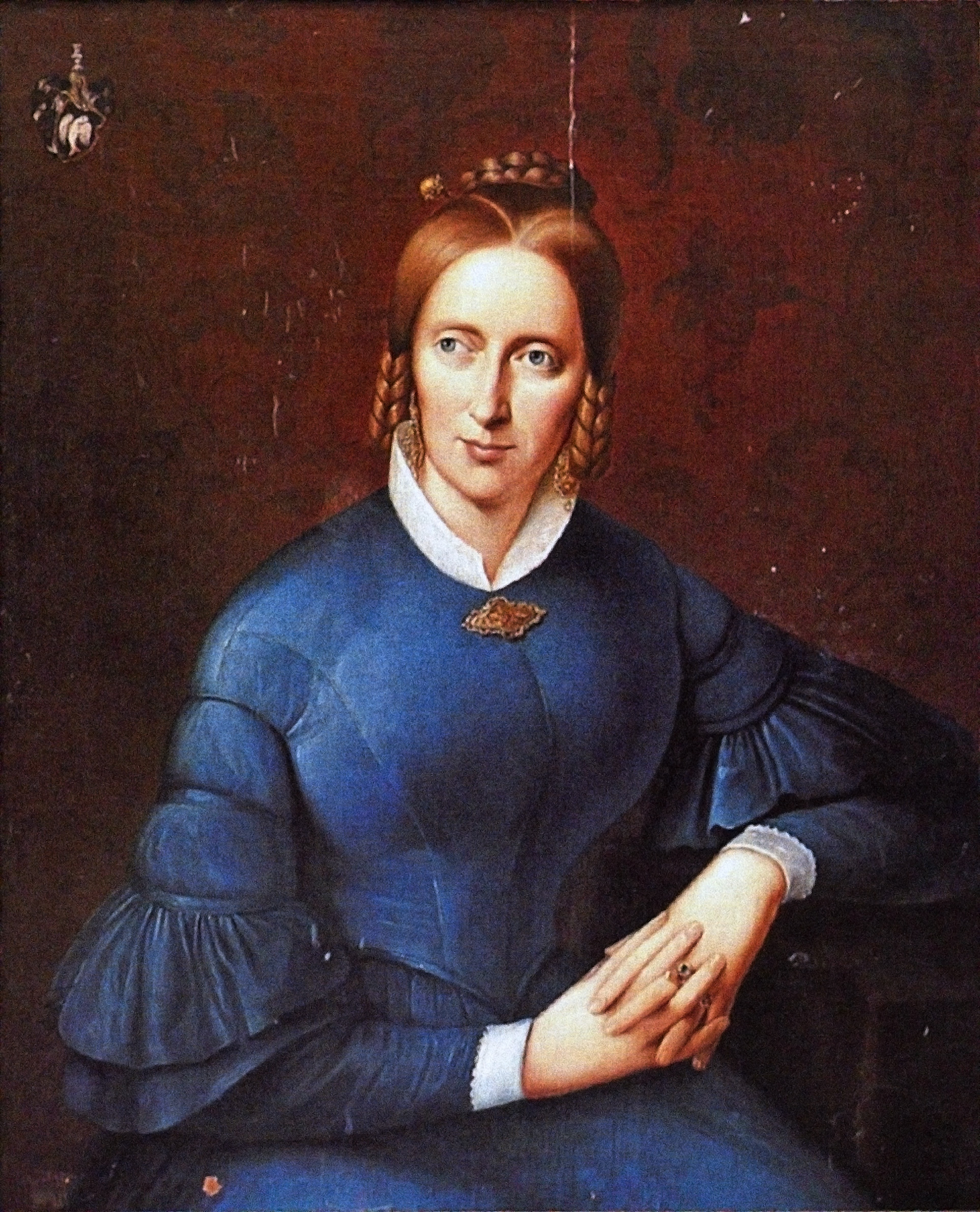
Annette von Droste-Hülshoff

Kvinnonamnet Annette, Anette, Annett eller Anett är en fransk diminutiv form av Anna, det vill säga ungefär lilla Anna. Äldsta belägg i Sverige är från 1765.

## I Sverige
Namnet var mycket vanligt i Sverige under 50- och 60-talen.[källa behövs]  Den vanligaste stavningen är med ett n, Anette. Den 31 december 2014 fanns det totalt 42 710 personer folkbokförda i Sverige med namnet Anette, Annette, Annett eller Anett, varav 27 083 bar det som tilltalsnamn.
Nettan är ett vanligt smeknamn för namnet Annette.
Namnsdag i Sverige: 9 september, (1986-2000: 17 oktober). I den finlandssvenska namnsdagslängden har Annette namnsdag 9 december sedan 1973.

## Personer med namnet Annette, Anette, Annett eller Anett
- Annette Artani, amerikansk sångerska
- Annette Bening, amerikansk skådespelerska
- Anette Bjärlestam, svensk skådespelerska
- Annette Brooke, brittisk politiker
- Anette Bøe, norsk längdskidåkare
- Anette Börjesson, svensk fotbollsspelare och badmintonspelare
- Annette von Droste-Hülshoff, tysk författare
- Annett Duran, svensk skådespelerska
- Annette Echikunwoke, nigeriansk-amerikansk friidrottare
- Anette Granstedt, svensk orienterare
- Annette Hagre, svensk bowlare
- Anette Hasselgren, svensk konstnär
- Anette Hoff, norsk skådespelerska
- Annette Kullenberg, svensk journalist och författare
- Anette Norberg, svensk regissör
- Anette Norberg, svensk curlingspelare
- Anette Olzon, svensk sångerska
- Annette O'Toole, amerikansk skådespelerska
- Anett Pötzsch, östtysk konståkerska
- Anette Sagen, norsk backhoppare
- Annette Schavan, tysk politiker
- Anett Schuck, tysk kanotist
- Anette Sevreus, svensk skådespelerska
- Anette Skåhlberg, svensk filmare
- Annette Stenson-Fjordefalk, svensk skådespelerska
- Annette Tånnander, svensk friidrottare
- Annette Vilhelmsen, dansk politiker
- Anette Wilhelm, svensk rullstolscurlare
- Anette Westerberg, svensk friidrottare